# Осове (Смолевицький район, Плиська сільська рада)
Осове (біл. вёска Восава) — село в складі Смолевицького району Мінської області, Білорусь. Село підпорядковане Плиській сільській раді, розташоване в центральній частині області.